# 日本ユーラシア協会
日本ユーラシア協会（にほんユーラシアきょうかい）は、日本とユーラシア（旧ソ連諸国）との友好運動を進める市民団体。

## 概要
1957年6月29日に元首相鳩山一郎を初代会長にソビエト連邦と日本の民間レベルの交流を目的として日ソ協会として設立。
ソ連崩壊後の1992年に日本ユーラシア協会と改称した。
2024年斎藤治子元帝京大学教授が11代目会長に就任。

## 略歴[1]
- 1957年6月29日　日ソ協会設立（初代会長：鳩山一郎）
- 1992年9月　日本ユーラシア協会と名称変更
- 1991－1998年　ソ連崩壊後にロシア、ウクライナ、ベラルーシ、リトアニア、ラトビア、エストニア、ジョージア、カザフスタン、ウズベキスタン、キルギス、トルクメニスタン、タジキスタン、モルドバ、アルメニア、アゼルバイジャン、各国友好協会と協力協定を締結し交流。

※旧日ソ親善協会（現：日本・ロシア協会）とは異なる。

## 活動
東京本部のほか、北海道、宮城、愛知、石川、大阪、京都、広島、神奈川、埼玉などに支部があり、それぞれの地域で、旧ソ連諸国との交流を進める活動を行う。
それぞれの支部では、ロシア語講座や、旧ソ連諸国の文化を紹介する催し、旧ソ連諸国の人々との交流を目的とする催しが行われている。
〈平和・人権・民主主義〉を基本理念とし、会の趣旨に賛同する人ならだれでも会員になることができる。
実績
- 芸術家・民族舞踊団の招待公演（1957年以降　90回以上）
- 視察団・親善使節団の派遣・招待（1960年以降　160回以上）
- 民族友好大学・モスクワ大学、その他ユーラシア諸国への留学生派遣（1960年以降　約1000名）
- ロシア・キルギス・カザフ等への日本語教師派遣（1993年以降　のべ35名）
- 日本ユーラシアフォーラムの開催
- 日ロ地域間交流フォーラムの開催
- キルギス、カザフ、ロシアで日本文化週間実施
- ロシア語週間
- ロシア語コンクール
- 日本国憲法第9条のユーラシア諸国語訳作成と平和活動
- 抑留者墓地の整備、保存、墓参団、平和友好の碑建立、シベリア抑留展開催
- ロシアおよびユーラシア諸国料理教室開催
- ユーラシアコーラス、バラライカ教室開催
- 機関紙「日本とユーラシア」の発行（現在月刊）